# 不耕起栽培

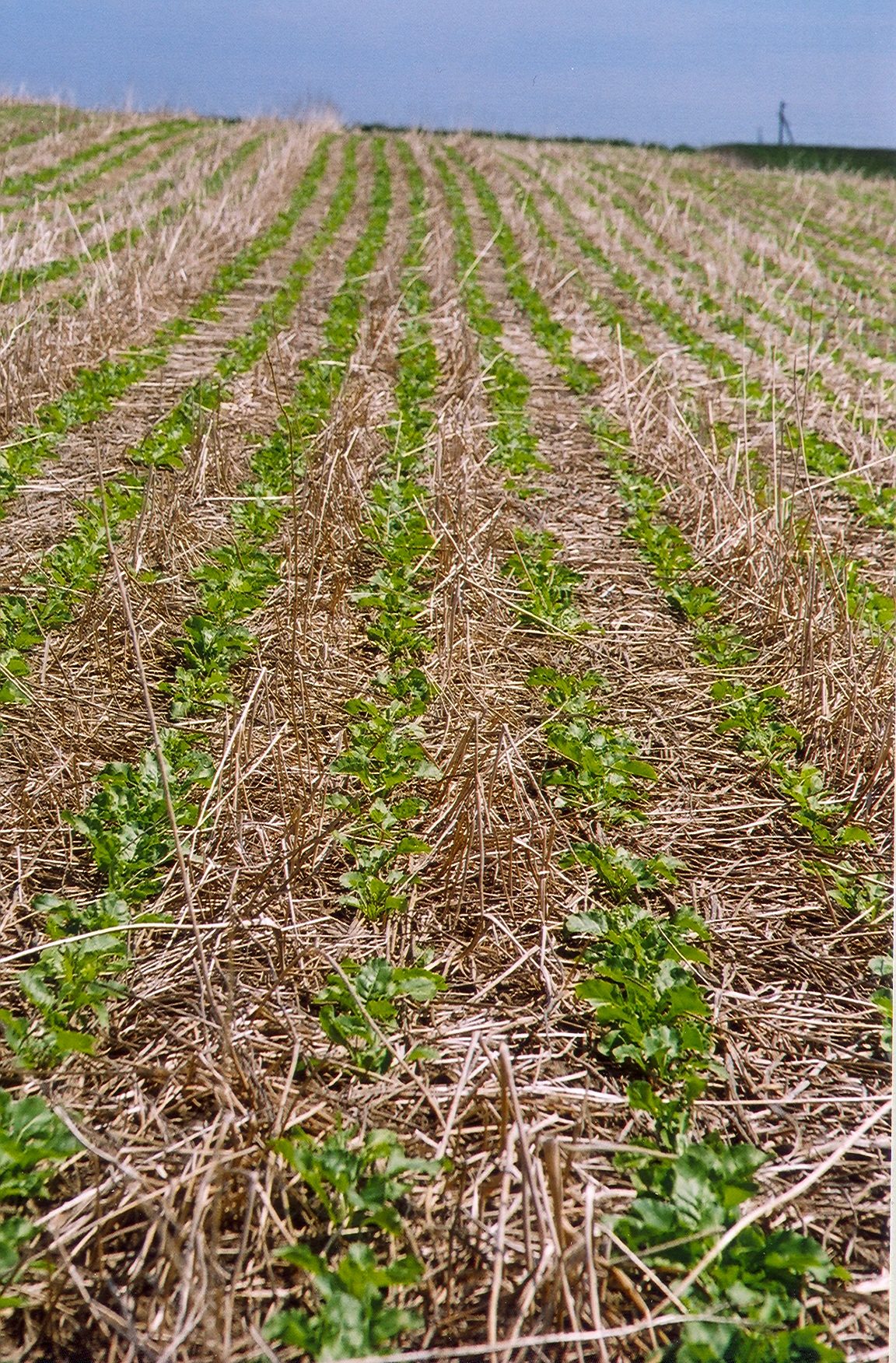
不耕起栽培で栽培されるテンサイ（甜菜）

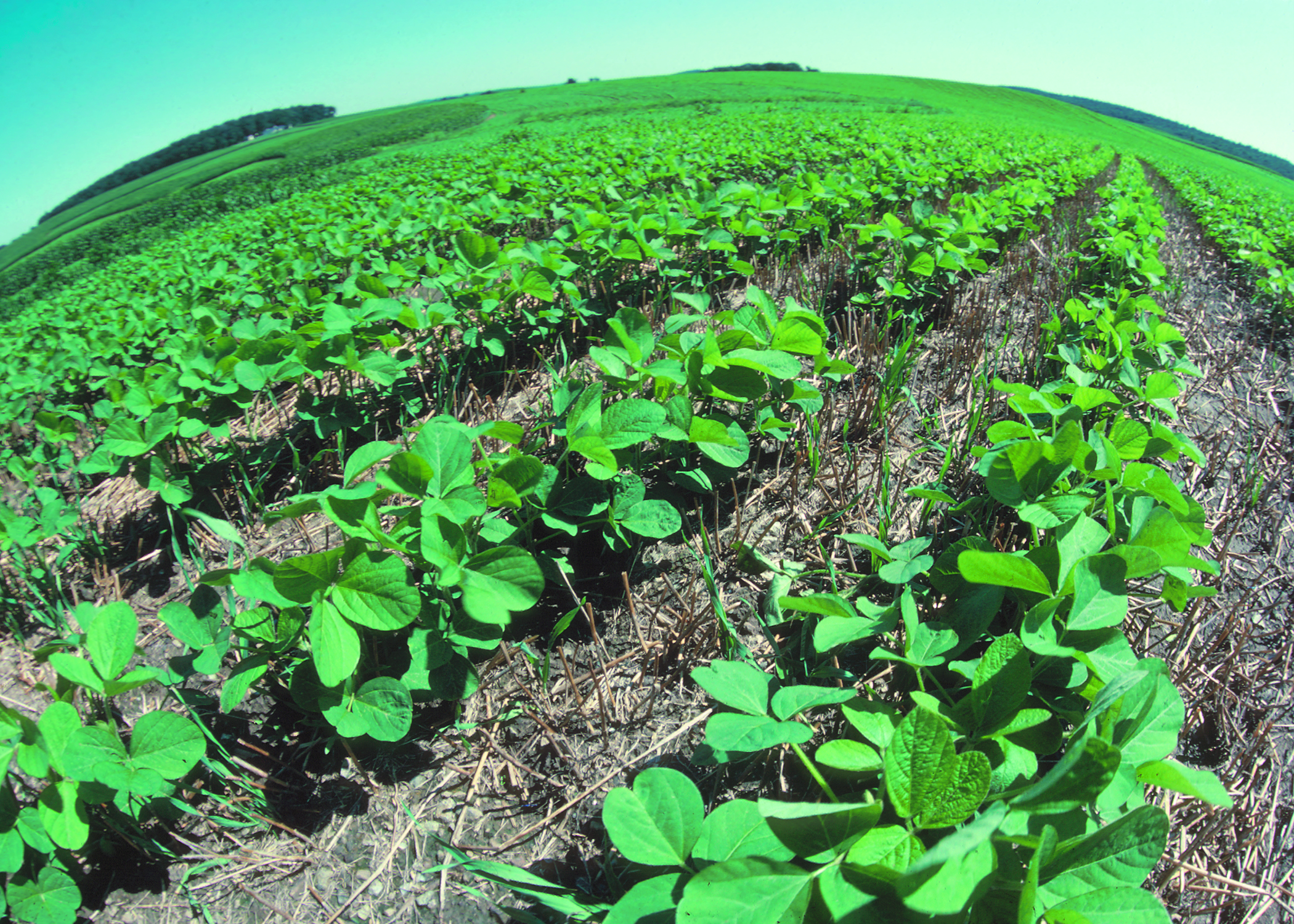
不耕起栽培を採用した農地で、大豆が成長する様子。 不耕起栽培のおかげで、有用な菌類が豊富な表面数十センチの土壌が失われてしまう事態を防げており、新たな作物に肥沃な土壌と水分を提供できている。

不耕起栽培（ふこうきさいばい、英語: Nontillage cultivation, No-till farming）とは、農地を耕さないで作物を栽培する、作物の栽培方法の一つ。

## 概要
歴史
1943年、アメリカ人のエドワード・フォークナーは『農夫の愚行』(Plowman's Folly)を著した。その中で、慣例的に農業において基本的な行為と長く考えられてきた耕起は、土壌を破壊するだけで何の益もない行為であると指摘し、有機物を表土に混ぜ込むだけで、肥沃な土壌は維持できると述べた。
ランド研究所のウェス・ジャクソンは、土を耕すことは生態学的な災厄であると指摘し、耕起を基礎とした農業は持続可能性が証明されていないことを指摘した。
こうした研究や、除草剤耐性遺伝子組み換え作物の開発や有機農法の手法の確立とともに、完全な不耕起栽培や、保全耕耘と呼ばれる土壌の表面のうち少なくとも30パーセントを作物の残渣で覆っておく緩やかな手法が、現在、北アメリカの農家の間で急速に広まりつつある。
20世紀前半から半ばころに、目先の効率ばかりに気をとられて土地を耕す耕起栽培が広がりすぎたせいで、地球規模で土壌劣化（ランド・デグラデーション） が進み、表面数十cmの有用な微生物が豊富な土壌が風や雨で失われてしまい、一度失われてしまった表面土壌の再生はきわめて困難なので、農地として使えなくなってしまった荒れ地が猛烈な勢いで世界中で増え続けてしまった。
1960年代には北米の耕地のほとんどは耕起されていたが、カナダでは1991年には33パーセント、2001年には60パーセントの農場が不耕起栽培もしくは保全耕耘を採用している。アメリカ合衆国では2004年に保全耕耘が全農地の41パーセント、不耕起栽培が23パーセントで実施されている。
米国でより広く使われるようになってきており、2010年には米国の60パーセントの農地が不耕起栽培になると予想されている。
しかし今のところ、地球全体の農地のうち、不耕起栽培が行われているのは、5パーセントほどに過ぎない。つまりまだまだ不耕起栽培の推進が足らず、このまま耕起栽培が放置されたままでは数十年後には地球上の主な農地の大半が土地劣化(land degradation)によって失われる事態となり、人類は悲惨な状況を迎える。
なお日本国外での畑作での不耕起栽培と日本国内の「無農薬稲作・畑作」における不耕起栽培は、仕組みが全く異なる。

## メリット
- 20世紀前半やなかばに、耕起栽培のせいで進行してしまったland degradation (=土地劣化・土地を耕すことによって表面の草類が失われ、表土が風や雨などで流出し失われ、荒れ地になってしまう現象）をくい止めることができる。
- 土中に根穴構造が残り、根圏が酸化的に残る。畑では排水性も保水性もよくなり、干ばつにも長雨にも強くなる[要出典]
- 未耕起の土を根が突破り、稲に生じる植物ホルモン的な作用が活力高い太い根を作り、茎を太くする[要出典]
- 前作の作物残渣を地表に放置できることになり、その結果、それらが表土土壌の覆いとなって風雨による土壌流出を緩和できる。
- 土壌生物の多様性が増え、害虫や病原体の極端な増加を防げる。[要出典]
- 耕さないことによる省力化というメリットがある。

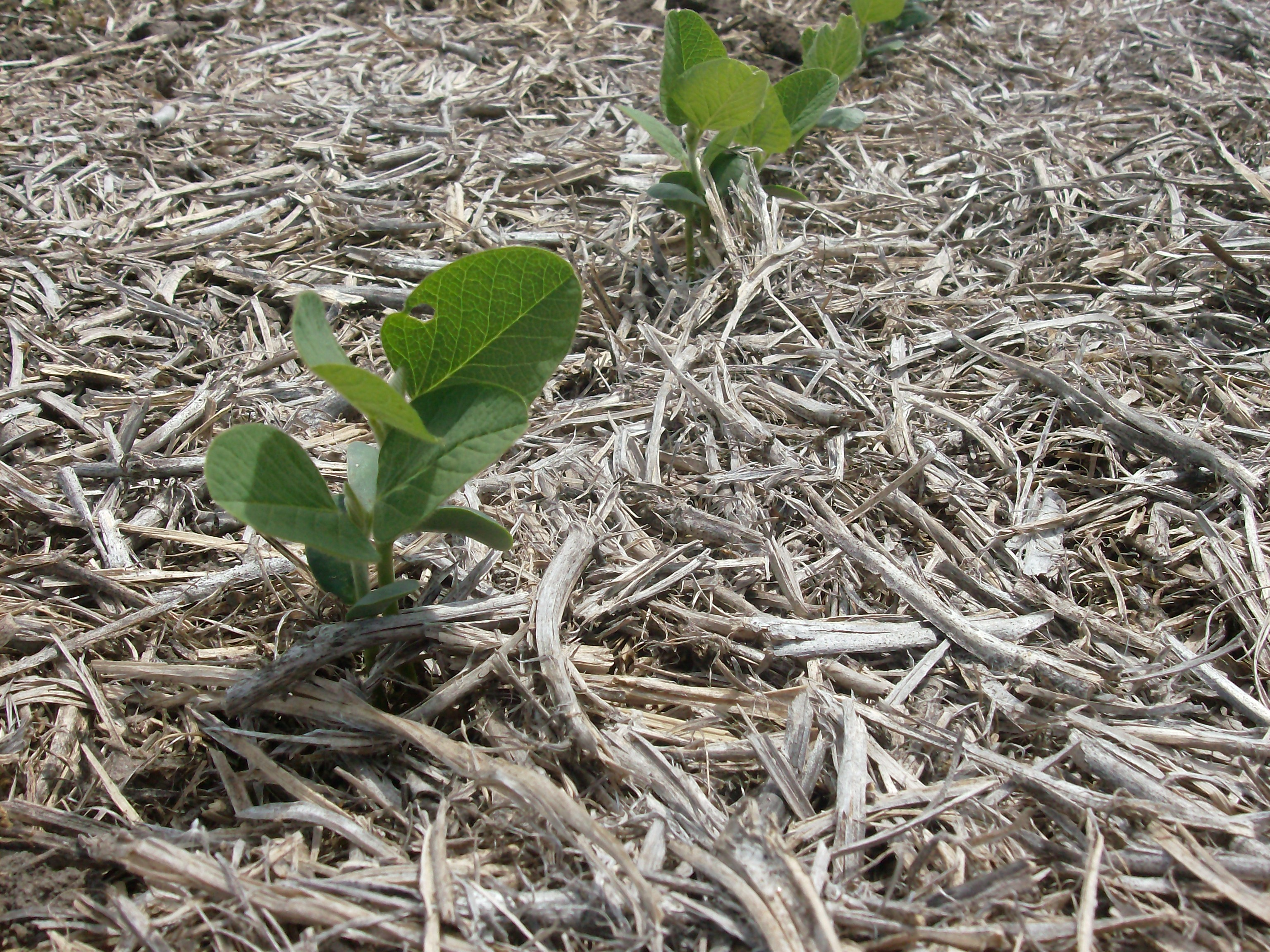
ダイズの栽培風景。前作の残渣が残ったままなのが分かる

## デメリット
- 病気によっては耕さないことで蔓延しやすいものがある。(ただし、逆の例もあるので一概には言えない。)
- 前作の残渣を地中にすきこまないことにより、土壌養分が表層に集中しやすく、そのために根が表層に集中しやすい。ただし、作物の根系によって影響の度合いは異なり主根型根系[注釈 1]をもつものは、ひげ根型根系[注釈 2]をもつものよりも影響を受けやすいという[6]。これにより旱魃に弱い面もあるとされる。

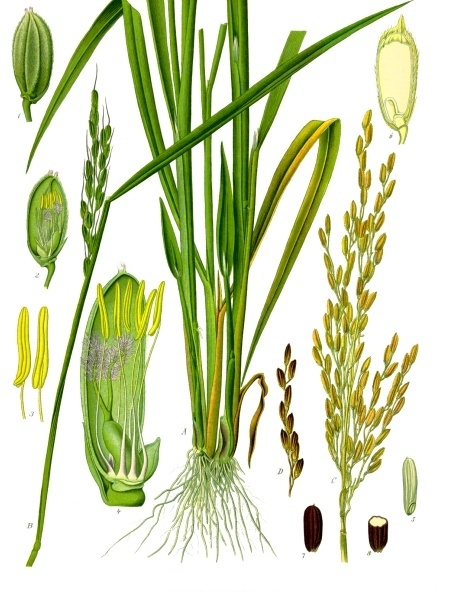
イネ科植物はひげ根型根系を持つ代表的なもの
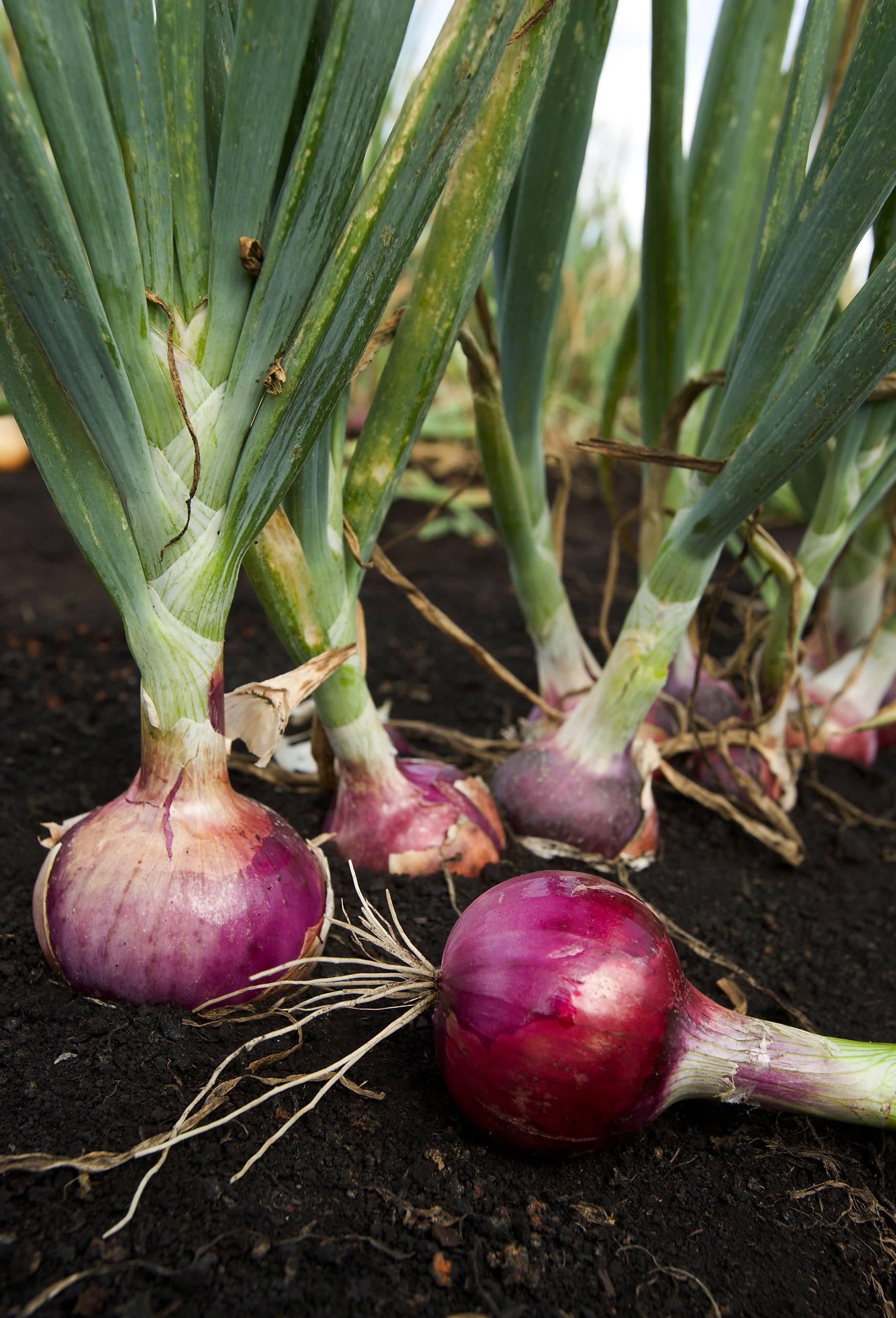
身近な野菜ではタマネギもひげ根型根系である
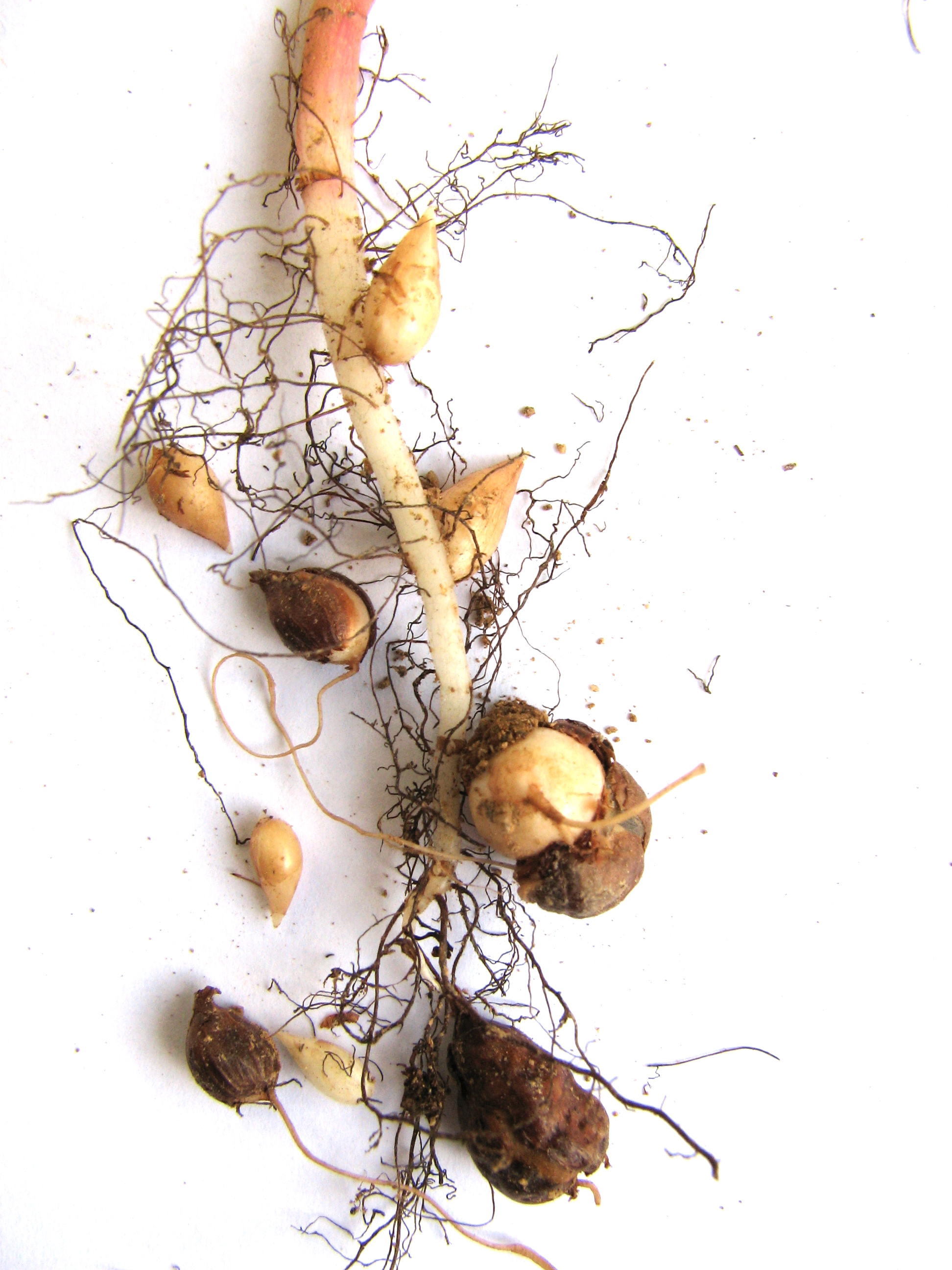
主根型根系を持つカタバミの一種

## 実現手法

### 自然農による不耕起栽培
川口由一が提唱する自然農は不耕起、不施肥、無農薬を基本とする。不耕起と雑草の根を生かすことにより土中の栄養が保たれ不施肥を実現し、過剰な施肥をしないことにより虫の害が軽減され益虫とのバランスも保たれ無農薬を実現する。

### 遺伝子組み換え作物による不耕起栽培
非選択性除草剤とそれに耐性を持つ作物が利用されている。その例をあげると、現在、北米や南米諸国では、ラウンドアップなどの非選択性除草剤とその除草剤耐性の遺伝子組み換え作物を利用した不耕起栽培が大規模に導入されている。その結果、それらの諸国において深刻な環境破壊になっている土壌流出が緩和されているため、非選択性除草剤とその除草剤耐性作物の利用は環境保全に役立つとともに永続的な農業生産に貢献している、という意見がある。

### 無農薬栽培による不耕起栽培
千葉県の岩澤信夫が提唱する不耕起移植栽培である。水田で行われているこの農法は、耕さないことがきっかけとなって、田んぼの生態環境がよみがえり、それらの生物による作用で土壌の肥沃化がもたらされるものである。環境保全の発想で組み立てられたものであり、化学肥料や除草剤・殺虫剤等の農薬を全く使わない生物との共生環境を利用した循環型の農法である。現在の段階では水田のみ有効な手法である。

## 課題
耕耘（こううん）には、雑草の種子を土壌深部に移動させたり、雑草の根系を破壊することにより除草効果がある。不耕起によりこれらの効果が失われるため、それを補う必要がある。ただし逆の考え方として、耕耘するからこそ雑草の種子を土壌表面に移動させるということもある。